# Straňany
Straňany jsou vesnice, část obce Doudleby v okrese České Budějovice v Jihočeském kraji, se kterými je spojuje Čapkův most. Nachází se na levém břehu Malše. Je zde evidováno 92 adres. V roce 2011 zde trvale žilo 281 obyvatel.

## Historie
První písemná zmínka o vesnici pochází z roku 1360.

## Obyvatelstvo
| Rok            | 1869 | 1880 | 1890 | 1900 | 1910 | 1921 | 1930 | 1950 | 1961 | 1970 | 1980 | 1991 | 2001 | 2011 | 2021 |
| -------------- | ---- | ---- | ---- | ---- | ---- | ---- | ---- | ---- | ---- | ---- | ---- | ---- | ---- | ---- | ---- |
| Počet obyvatel | 198  | 223  | 217  | 205  | 227  | 215  | 194  | 167  | 178  | 184  | 208  | 213  | 225  | 281  | 296  |
| Počet domů     | 35   | 40   | 42   | 38   | 39   | 40   | 41   | 48   | 48   | 46   | 52   | 65   | 69   | 93   | 105  |

## Pamětihodnosti
- Výklenková kaple u letiště
- Výklenková kaple u křižovatky
- Památná hrušeň u leiště
- Torzo božích muk v poli

## Osobnosti
- František Vávra (1889–1980), legionář, brigádní generál[7]

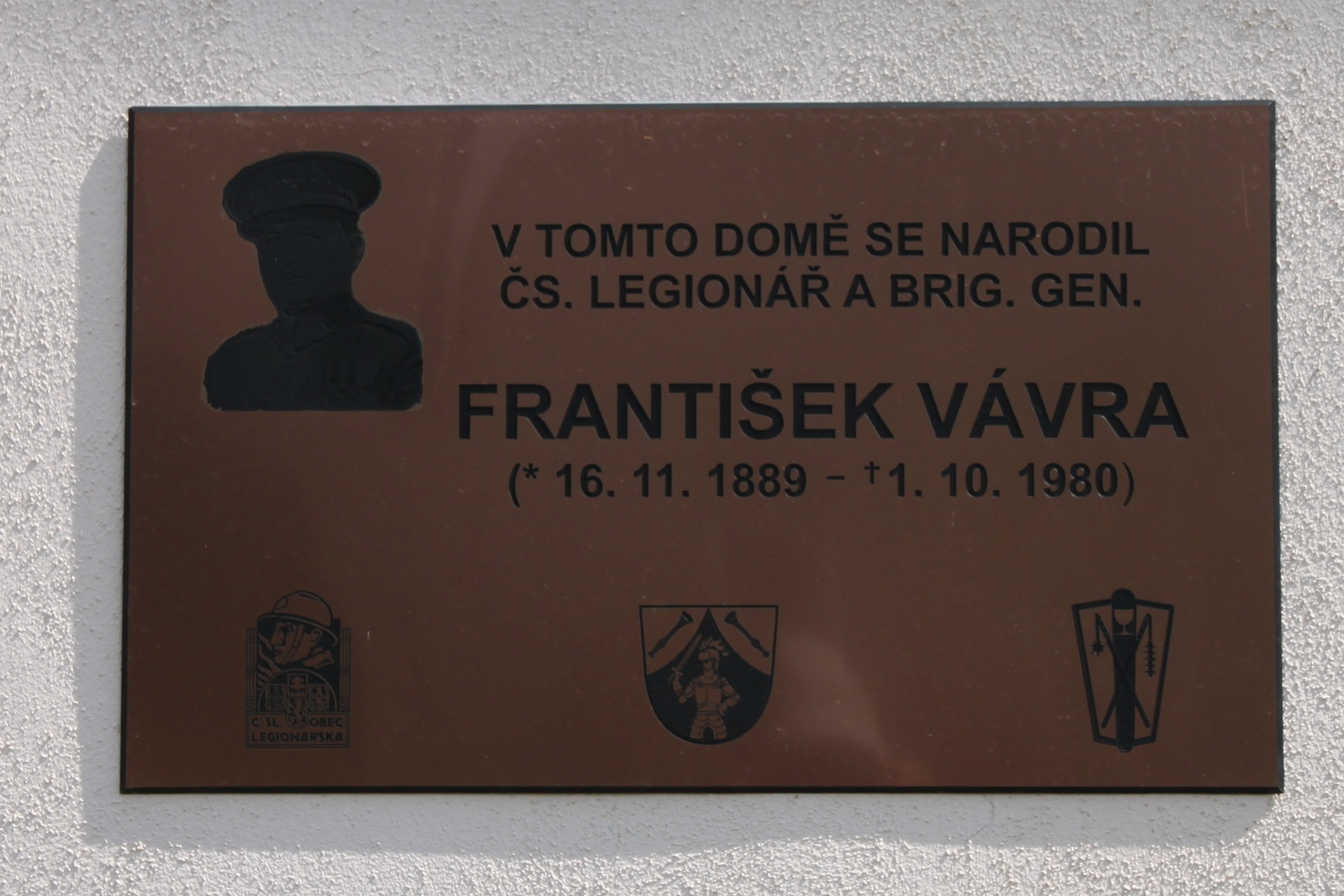
Pamětní deska Františku Vávrovi na rodném domě č. 18 ve Straňanech